# Дешнер, Карлхайнц
Карлха́йнц Ге́нрих Леопо́льд Де́шнер (нем. Karl Heinrich Leopold Deschner; 23 мая 1924, Бамберг, Верхняя Франкония, Бавария, Веймарская республика — 8 апреля 2014, Хасфурт, Нижняя Франкония, Бавария, Германия) — немецкий писатель, получивший широкую известность за сочинения на тему религиозной и церковной критики («Сексуальная история христианства», «История христианских догматов», двухтомник «Политика пап в эпоху мировых войн», «Ватикан в союзе с Муссолини, Франко, Гитлером и Павеличем») включая десятитомный magnum opus «Криминальная история христианства». Член немецкого Пенклуба и почётный член Ассоциации гуманистов Баварии.

## Биография
Родился 23 мая 1924 года в Бамберге старшим из трёх детей в семье дровосека Карла Дешнера. Его мать Маргарета Кароляйне (урождённая Райсшбёк — нем. Reischböck) выросла во Франконии и Нижней Баварии. Оба родителя были католиками, хотя мать когда-то перешла из протестантизма.
С 1924 по 1964 год жил в бывшем охотничьем домике князей-епископов Вюрцбургского княжества-епископства в Штейгервальде, а затем в течение двух лет в загородном доме своего друга в Фишбрунне (близ Херсбрука и Франконских Альб).
В 1929—1933 годы учился в начальной школе в Троссефурте (вблизи Вюрцбурга). Затем перешёл в семинарию при францисканском монастыре в Деттельбахе. Здесь он сначала жил в семье своего крёстного отца и покровителя, члена Духовного совета священника Леопольда Бауманна, а затем в самом монастыре. В 1934—1942 годах учился и жил в Бамберге в гимназии Alte, Neue and Deutsche Gymnasium вместе с кармелитами и религиозными сёстрами из Конгрегации Иисуса.
В 1942 году сдал выпускные экзамены и как и остальные одноклассники пошёл служить волонтёром в Вермахт. До капитуляции Германии служил солдатом, а затем десантником. Был несколько раз ранен.
В 1946—1947 годы учился в Мюнхенском университете, где слушал лекции по юриспруденции, богословию, философии и психологии.
В 1947—1951 годы в Вюрцбургском университете изучал современное немецкое литературоведение, философию и историю.
В 1951 году защитил диссертацию по теме «Поэзия Ленау как выражение метафизического отчаяния» и получил академическую степень доктора философии (нем. Doktor der Philosophie; Dr. phil).
В 1951 году женился на протестантке Эльфи Тух, от брака с которой родилось трое детей — Катя (род. 1951), Барбель (род. 1958) и Томас (1959—1984). Из-за этого брака епископ Вюрцберга отлучил Дешнера от церкви.
В 1956 году опубликовал свой первый роман «Ночь вошла в мой дом» (нем. Die Nacht steht um mein Haus).

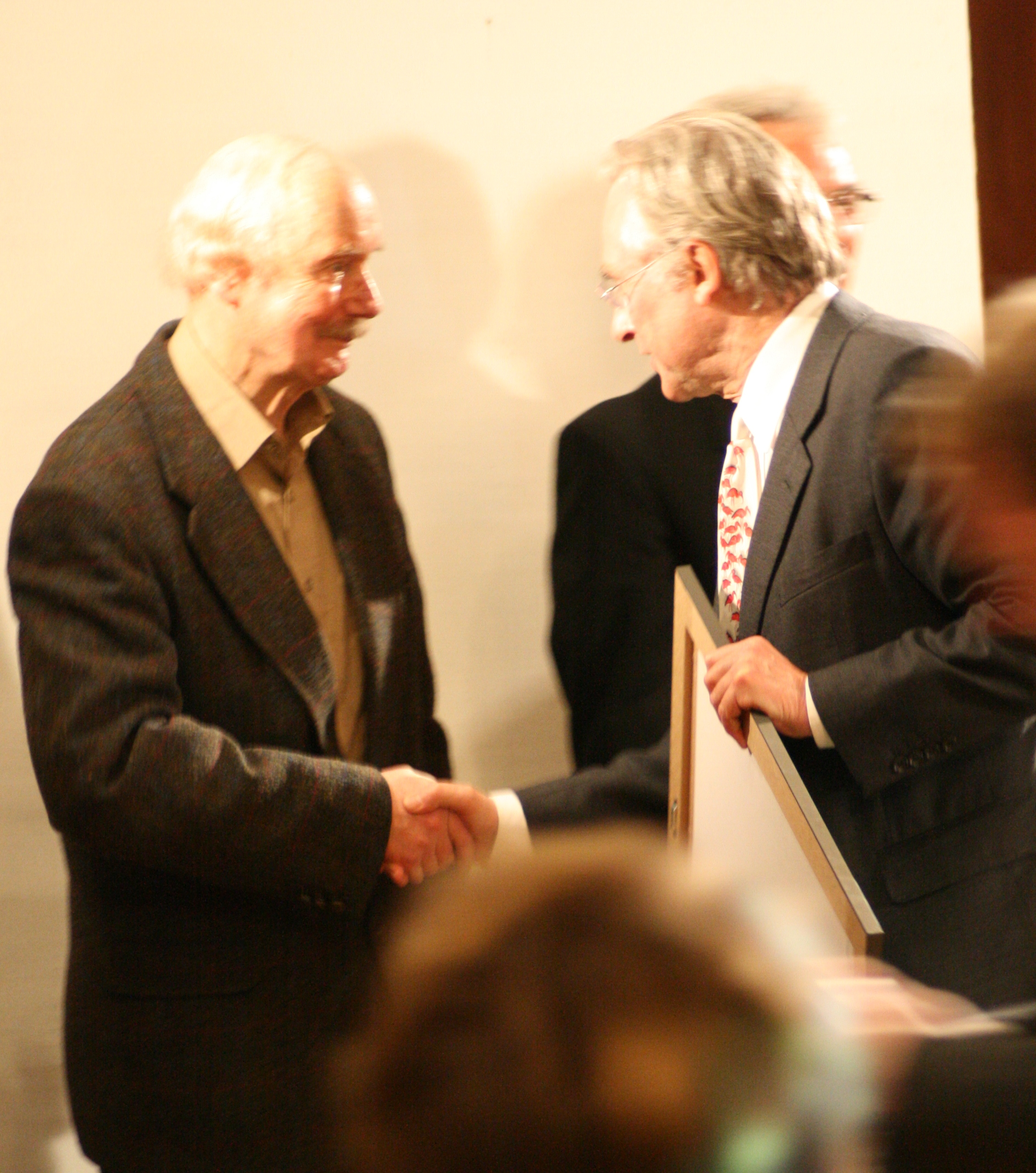
Карлхайнц Дешнер вручает премию Карлхайнца Дешнера Ричарду Докинзу (12 октября 2007)

В 1957 году выпустил свою первую критическую книгу о религии «Что вы думаете о христианстве?» (нем. Was halten Sie vom Christentum?). В том же году стал членом группы литературных критиков «Китч, конвенция и искусство» (нем. Kitsch, Konvention und Kunst)
В 1958 году вышел роман «Флоренция без солнца» (нем. Florenz ohne Sonne).
В 1962 году выпустил вторую книгу с критикой религии «Тогда запел петух второй раз. Критическая история церкви» (нем. Abermals krähte der Hahn. Eine kritische Kirchengeschichte).
В 1970 году Дешнер заключил договор с издательством Rowohlt Verlag о написании «Криминальной истории христианства», первые два тома которой вышли в 1986 году. Работу Дешнера финансово поддерживали его друг покровитель Альфред Шварц и основатель Фонда Джордано Бруно предприниматель Герберт Штеффен. В 1989 году журнал Der Spiegel опубликовал рецензию на вышедшие тома, автором которой стал бывший профессор церковного права Мюнстерского университета Хорст Херрманн покинувший Римско-католическую церковь в 1981 году. В 2013 году вышел последний десятый том.
В 2004 году Фонд Джордано Бруно учредил премию Карлхайнца Дешнера, награждаться которой будут люди или организации внёсшие «особый вклад в укрепление светской, научной и гуманистической мысли и деятельности». Первым лауреатом премии в 2007 году стал Ричард Докинз.
Дешнер был убеждённым вегетарианцем и неоднократно заявлял в интервью, что если бы имел возможность прожить жизнь ещё раз, то посвятил бы её вместо безнадёжной борьбы с христианством борьбе за права животных. Дешнер считал, что «Те, кто покидают церковь — луч надежды для меня; кто не ест животное — мой брат».

## Награды
- Премия Арно Шмидта[нем.] (1988)
- Альтернативная премия Бюхнера[нем.] (1993)
- Международная гуманистическая премия Международного гуманистического и этического союза  (1993)
- Премия Эрвина Фишера[нем.] Международного союза нерелигиозных и атеистов[нем.] (2001)
- Премия Людвига Фейербаха Союза за свободомыслие[нем.] (2001)
- Премия Вольфрама фон Эшенбаха[нем.] (2004)
- Литературная премия Джордано Бруно (2006)
- Иностранный член Сербской академии наук и искусств по Отделению истории (2006)[12]

## Критика

### Пристрастность и ненаучность
Дешнер критикуется учёными за ненаучный подход к исследованиям церковной истории.
В 1992 году в Католической академии города Шверте профессором исторического богословия Зигенского университета Хансом Райнхардом Зелигером был организован и проведён симпозиум по темам затронутым Дешнером в первых двух томах «Криминальной истории христианства». По итогам мероприятия был издан сборник статей 23 докладчиков, в которых был представлен критический взгляд на подход Дешнера при разработке заявленной темы.
Однажды Дешнер объяснил, что побудило его заниматься критикой религии: «Я пишу из враждебности. Потому что это история тех, кто сделал меня своим врагом». В свою очередь профессор-эмерит церковной истории Бамбергского университета Георг Дензлер отметил: «Такая мотивация никогда не может стать основой для серьёзной историографии». Также Дензлер критикует работу Дешнера с источниками: «Он не знаком с источниковедением, занимается однобокой подборкой литературы, истолковывает печатные источники в отрыве от контекста, отдельное событие рассматривает как общее, недобросовестно ссылается на источники, что не позволяет проверить написанное». И хотя Дензлер называл Дешнера «самым эрудированным адвокатом дьявола», тем не менее он отмечал, что Дешнеру не доставало исторического мышления и исторического суждения.

### Узость понимания феномена религии
Философ и теолог Хубертус Мунарик критикует Дешнера за вытесненную религиозность, которая у него остановилась на сомнении. Мунарик полагает, что сосредоточенность Дешнера на религиозных догматах и отождествление религии и веры в Бога препятствует её универсалистскому пониманию, как у Джордано Бруно. Мунарк рассматривает церковную критику Дешнера, как то, что вызвано «трансформировавшейся агрессией», которая своими корнями уходит в его глубоко противоречивый внутренний мир.

### Фатализм и мизантропия
Философ Йоахим Кахл обращает внимание на многочисленные пугающие афоризмы Дешнера, которые показывают человека «озлобленного небрежного фаталиста, который полон тоски по смерти и убийствам».

### Антиамериканизм
Исследователь экстремизма, социолог и политолог Армин Пфай-Траубер выступил с критикой книги Дешнера «Молох» (нем. Der Moloch), отмечая, что она частично, хотя и не преднамеренно, основана на подложных источниках и ультраправой конспирологической литературе, а по стилю изложения напоминает «кампанейский дискурс» (нем. Stammtisch-Diskurs) и местами имеет антиамериканский настрой, поскольку утверждается, что «американцы были хуже, чем нацисты». Пфай-Траубер оценивает «Молоха» как «в целом книгу искажающую даже столь презираемое им [Дешнером] государство, как „Янки“».

## Сочинения

### Художественные
- Die Nacht steht um mein Haus. Roman. List, München 1956
  - Neuausgabe: Kleebaum, Bamberg 1998, ISBN 3-930498-14-6
- Florenz ohne Sonne. Roman. List, München 1958
- Nur Lebendiges schwimmt gegen den Strom. Aphorismen. Lenos, Basel 1985, ISBN 3-85787-647-6
- Ärgernisse. Aphorismen. Rowohlt, Reinbek 1994, ISBN 3-498-01301-7
- Mörder machen Geschichte. Aphorismen. Lenos, Basel 2003, ISBN 3-85787-341-8

### Научно-популярные
- Kitsch, Konvention und Kunst. Eine literarische Streitschrift. List, München 1957; Ullstein, Frankfurt am Main 1991, ISBN 3-548-34825-4.
- Abermals krähte der Hahn. Eine kritische Kirchengeschichte[нем.]. Günther, Stuttgart 1962; als Taschbuch: rororo 6788, Reinbek bei Hamburg 1972, ISBN 3-499-16788-3.
  - aktuelle Neuausgabe: Alibri, Aschaffenburg 2015, ISBN 978-3-86569-188-0.
- Talente, Dichter, Dilettanten. Überschätzte und unterschätzte Werke in der deutschen Gegenwart. Limes, Wiesbaden 1964; NA 1974,  DNB 740476246.
- Mit Gott und den Faschisten. Der Vatikan im Bunde mit Mussolini, Franco, Hitler und Pavelić. Günther, Stuttgart 1965
  - Neuauflage: Ahriman, Freiburg im Breisgau 2012, ISBN 978-3-89484-610-7.
- Kirche und Faschismus. Jugenddienst-Verlag, Wuppertal 1968, DNB 56332553 (недоступная ссылка).
- Das Kreuz mit der Kirche. Eine Sexualgeschichte des Christentums. Econ, Düsseldorf 1974; überarbeitete Neuausgabe 1992; Sonderausgabe 2009, ISBN 978-3-9811483-9-8.
- Kirche des Un-Heils. Argumente, um Konsequenzen zu ziehen. Heyne, München 1974, ISBN 3-453-00445-0.
- Ein Papst reist zum Tatort. Hoffmann und Campe, Hamburg 1981, ISBN 3-455-08201-7.
- Ein Jahrhundert Heilsgeschichte. Die Politik der Päpste im Zeitalter der Weltkriege. 2 Bände. Kiepenheuer & Witsch, Köln 1982/83
  - erweiterte Neuausgabe in einem Band als: Die Politik der Päpste. Alibri, Aschaffenburg 2013, ISBN 978-3-86569-116-3.
- Die beleidigte Kirche oder: Wer stört den öffentlichen Frieden? Gutachten im Bochumer § 166-Prozess. Ahriman, Freiburg im Breisgau 1986, ISBN 3-922774-05-9.
- Kriminalgeschichte des Christentums (zehn Bände). Rowohlt, Reinbek 1986ff
  - Band 1: Die Frühzeit. Von den Ursprüngen im Alten Testament bis zum Tod des hl. Augustinus (430)
  - Band 2: Die Spätantike. Von den katholischen „Kinderkaisern“ bis zur Ausrottung der arianischen Wandalen und Ostgoten unter Justinian I. (527–565)
  - Band 3: Die Alte Kirche. Fälschung, Verdummung, Ausbeutung, Vernichtung
  - Band 4: Frühmittelalter. Von König Chlodwig I. (um 500) bis zum Tode Karls des Großen (814)
  - Band 5: 9. und 10. Jahrhundert. Von Ludwig dem Frommen (814) bis zum Tode Ottos III. (1002)
  - Band 6: 11. und 12. Jahrhundert. Von Kaiser Heinrich II. dem „Heiligen“ (1002) bis zum Ende des Dritten Kreuzzugs (1192)
  - Band 7: 13. und 14. Jahrhundert. Von Kaiser Heinrich VI. (1190) zu Kaiser Ludwig IV. dem Bayern (1347)
  - Band 8: 15. und 16. Jahrhundert. Vom Exil der Päpste in Avignon bis zum Augsburger Religionsfrieden
  - Band 9: Mitte des 16. bis Anfang des 18. Jahrhunderts. Vom Völkermord in der Neuen Welt bis zum Beginn der Aufklärung
  - Band 10: 18. Jahrhundert und Ausblick auf die Folgezeit. Könige von Gottes Gnaden und Niedergang des Papsttums
- Opus Diaboli. Fünfzehn unversöhnliche Essays über die Arbeit im Weinberg des Herrn. Rowohlt, Reinbek 1987, ISBN 3-498-01270-3
- Der gefälschte Glaube. Eine kritische Betrachtung kirchlicher Lehren und ihrer historischen Hintergründe. Knesebeck & Schuler, München 1988, ISBN 3-453-01231-3
  - Unveränderte Neuauflage zum 80. Geburtstag: Knesebeck, München 2004, ISBN 3-89660-228-4.
- Dornröschenträume und Stallgeruch. Über Franken, die Landschaft meines Lebens. Knesebeck & Schuler, München 1989, ISBN 3-926901-14-4. 
  - Neuausgabe: Königshausen und Neumann, Würzburg 2004, ISBN 3-8260-2801-5.
- Der Anti-Katechismus. 200 Gründe gegen die Kirchen und für die Welt, mit Horst Herrmann[нем.]. Rasch und Röhring, Hamburg 1991, ISBN 3-89136-302-8.
  - überarbeitete Neuausgabe: Der Anti-Katechismus. 200 Gründe gegen die Kirchen und für die Welt. Tectum, Marburg 2015, ISBN 978-3-8288-3546-7.
- Der Moloch. „Sprecht sanft und tragt immer einen Knüppel bei euch!“ Zur Amerikanisierung der Welt. Weitbrecht, Stuttgart 1992, ISBN 3-522-70970-5
- Die Vertreter Gottes. Eine Geschichte der Päpste im 20. Jahrhundert. Heyne, München 1994, ISBN 3-453-07048-8
- Was ich denke. Goldmann, München 1994, ISBN 3-442-12531-6
- Weltkrieg der Religionen. Der ewige Kreuzzug auf dem Balkan (mit Milan Petrović). Weitbrecht, Stuttgart 1995, ISBN 3-522-71740-6
  - Neuausgabe als: Krieg der Religionen. Heyne, München 1999, ISBN 3-453-16742-2
- Oben ohne. Für einen götterlosen Himmel und eine priesterfreie Welt. Zweiundzwanzig Attacken, Repliken und andere starke Stücke. Rowohlt, Reinbek 1997, ISBN 3-499-60705-0
- Für einen Bissen Fleisch. Das schwärzeste aller Verbrechen. Asku-Presse, Bad Nauheim 1998, ISBN 3-930994-10-0.
- Die Rhön. Heidnisches und Heiliges, Urtümlichkeit und Idyllik einer einsamen Landschaft. Kleebaum, Bamberg 1998, ISBN 3-930498-15-4.
- Memento! Kleiner Denkzettel zum „Großen Bußakt“ des Papstes im Heiligen Jahr 2000. Rowohlt (rororo 60926), Reinbek bei Hamburg 1999, ISBN 3-499-60926-6.
- Musik des Vergessens. Über Landschaft, Leben und Tod im Hauptwerk Hans Henny Jahnns. Asku-Presse, Bad Nauheim 2003, ISBN 3-930994-14-3.
- Poeten und Schaumschläger – Von Jean Paul bis Enzensberger. 24 Aufsätze zur Literatur und Literaturkritik. Rombach, Freiburg im Breisgau 2007, ISBN 978-3-7930-9504-0.

## Издания на русском языке
- «Криминальная история христианства: в 4 книгах»
  - Дешнер К. Криминальная история христианства: В 4 кн. Кн. 1: Ранний период / Пер. с нем. В. Н. Хмары. — М.: Издательский центр "Терра", 1996. — 460 с. — ISBN 5-300-00790-0.
  - Дешнер К. Криминальная история христианства: В 4 кн. Кн. 2: Поздняя античность / Пер. с нем. В. Н. Хмары. — М.: Издательский центр "Терра", 1999. — 540 с. — ISBN 5-300-02658-1.